# Frédéric Lichtenberger
Pour les articles homonymes, voir Lichtenberger.
Frédéric Lichtenberger, né le 21 mars 1832 à Strasbourg et mort le 7 janvier 1899  à Versailles, est un pasteur et théologien protestant alsacien. Il est professeur à la faculté de théologie protestante de Strasbourg et l'un des fondateurs de la faculté de théologie protestante de Paris en 1877.  

## Biographie
Frédéric Auguste Lichtenberger est le fils de Frédéric-Daniel Lichtenberger, coutelier, et de Louise Émilie Burckhardt. Après des études au gymnase Jean-Sturm, il obtient son baccalauréat de théologie à la faculté de théologie protestante de Strasbourg en 1854 avec un mémoire intitulé 	
La théologie de Gotthold Ephraïm Lessing. Il est ordonné pasteur le 12 octobre 1856. Il obtient ensuite sa licence de théologie en soutenant une thèse en latin sur la Rédemption et d'un travail sur le protestantisme d'après la théologie allemande contemporaine, en 1857. Sa thèse de doctorat qu'il soutient le 6 août 1860 analyse quant à elle Les éléments constitutifs de la science dogmatique.
En 1858, Lichtenberger devient prédicateur-adjoint au Temple Neuf et professeur de religion au Gymnase protestant. Grâce à sa thèse, il est nommé professeur de morale à la faculté de théologie et au Séminaire protestant de Strasbourg en 1864. Il est alors plutôt un disciple d'Alexandre Vinet, étant opposé à tout formalisme liturgique ou doctrinal. 
En février 1871, lorsque est signé le traité de Francfort, il proteste du haut de sa chaire contre le rattachement de l'Alsace à l'Allemagne dans son sermon Nos devoirs envers la France. Après avoir refusé d'enseigner la morale en allemand et de coopérer avec la nouvelle administration, il prononce le 26 novembre de la même année à l'église Saint-Nicolas de Strasbourg un autre sermon demeuré célèbre, L'Alsace en deuil, dans lequel il oppose la conscience chrétienne à l'abus de la force. Ce sermon en était déjà à sa dixième édition en 1873. Expulsé d'Alsace, il s'installe à Paris, en conservant son statut de professeur d'université d'État.
À Paris, il est temporairement chargé par le consistoire luthérien des prédications à l'église de la Rédemption, rue Chauchat. Puis, répondant à l'appel d'Edmond de Pressensé, il devint pasteur à la chapelle Taitbout. Dès 1873, il fonda l'« École libre des sciences religieuses ». Grâce à son action et à celle d'Auguste Sabatier, Gambetta honore ses engagements et transfère par le décret du 23 mars 1877 la faculté de théologie protestante de Strasbourg à Paris. Lichtenberger est nommé professeur de la nouvelle faculté dont il devient doyen le 9 février 1880. Fort de ce statut qu'il conserve pendant dix-sept ans, il l'utilise pour organiser et consolider la place de la jeune faculté.
C'est également à cette époque qu'il se lance dans la publication de l'Encyclopédie des sciences religieuses en treize volumes, pour laquelle il obtient la collaboration des principaux théologiens francophones, Paul Lobstein, Gabriel Monod, Auguste Barth, Joseph Derenbourg, Eugène Arnaud ou Albert Matter, le fils de Jacques Matter), réussissant ainsi à réunir les diverses tendances dogmatiques et ecclésiastiques. Il a élaboré cette grande entreprise dans le but de donner naissance, en français, à une œuvre comparable à celle de l'Encyclopédie de Johann Jakob Herzog (de).
En 1895, son état de santé le contraint à abandonner ses fonctions. 
Il est membre du Conseil général des facultés, du Conseil supérieur de l'instruction publique et du Comité de la Société de l'histoire du protestantisme français. Il collabore également à la Revue chrétienne, au Bulletin et à la Revue théologique. Il est président du comité de direction du Journal du protestantisme français, organe crée dans le but de concilier les différentes tendances du protestantisme.  
Son frère, Charles-Ernest Lichtenberger (1847-1913), est un germaniste réputé, notamment pour ses traductions de Faust. Henri Lichtenberger et André Lichtenberger sont les fils de Charles-Ernest.

## Distinctions
Il est chevalier de la Légion d'honneur, sur contingent du ministère de l'instruction publique et des beaux-arts

## Œuvres (sélection)
- La théologie de Gotthold Ephraim Lessing, Strasbourg, G. Silbermann, 1854 - mémoire de baccalauréat
- Étude sur le principe du protestantisme d'après la théologie allemande contemporaine, Strasbourg, G. Silbermann, 1857 - thèse de licence
- Apostolorum praeceptis redemptoriam Christi mortem spectantibus, Strasbourg, G. Silbermann, 1857 - thèse de licence
- Les éléments constitutifs de la science dogmatique, Strasbourg, Treuttel et Wurtz, 1860 - thèse de doctorat
- Étude sur le livre de M. Renan la vie de Jésus, Strasbourg, O. Berger-Levrault, 1864
- Sermons, Strasbourg, Treuttel et Wurtz, 1867
- « Le protestantisme et la guerre », dans Revue chrétienne, Strasbourg, Treuttel et Würtz, 1871
- Nos devoirs envers la France, Strasbourg, O. Berger-Levrault, 1871
- L'Alsace en deuil, Strasbourg, Treuttel et Wurtz, 1871
- La rançon de l'Alsace, Paris, Sandoz et Fischbacher, 1872
- L'Alsace pendant et après la guerre, Paris, Sandoz et Fischbacher, 1873
- Histoire des idées religieuses en Allemagne, depuis le milieu du XVIIIe siècle jusqu'à nos jours, Paris, 1873, 3 vol. - tome 1 / tome 2 / tome 3
- La Faculté de théologie de Strasbourg, Paris, Ch. Meyrueis, 1875
- Encyclopédie des Sciences religieuses, Paris, Sandoz et Fischbacher, 1877-1882, 13 vol. - il en assura la publication et il y a lui-même écrit une vingtaine de notices - tome 1 / tome 2 / tome 3 / tome 4 / tome 5 / tome 6 / tome 7 / tome 8 / tome 9 / tome 10 / tome 11 / tome 12 / tome 13
- Méditations pour chaque jour de l'année, Paris, 1881
- L'éducation morale dans les écoles primaires, Paris, Impr. nationale, 1889
- Mon journal (fragments), Versailles, 1897 - autobiographie